# کلکسیونر
کلکسیونر (فرانسوی: La Collectionneuse‎) یک فیلم درام به کارگردانی اریک رومر محصول سال ۱۹۶۷ است که سومین فیلم از مجموعهٔ شش حکایت اخلاقی به‌شمار می‌رود. از بازیگران آن می‌توان به میانیو باردوت، پاتریک بوشو و دونالد کمل اشاره کرد.